# 대동로 (동해시)
대동로(Daedong-ro)는 강원특별자치도 동해시 북평동 북평IC에서 동해시 송정동을 이어주는 도로이다.

## 주요 경유지
강원특별자치도
- 동해시 (북평동 . 송정동)

## 노선
| 이름          | 접속 노선               | 소재지 | 소재지 | 비고 |
| ------------- | ----------------------- | ------ | ------ | ---- |
| 북평 IC       | 국도 제7호선 (동해대로) | 동해시 | 북평동 |      |
| 북평교        |                         | 동해시 | 북평동 |      |
|               | 송정동                  | 동해시 |        |      |
| 동해항 교차로 | 국도 제42호선 (서동로)  | 동해시 |        |      |
| 동해항사거리  | 효자로                  | 동해시 |        |      |
| 송정삼거리    | 동해항1길               | 동해시 |        |      |
| 용정삼거리    | 동해역길                | 동해시 |        |      |
| (이름없음)    | 용정로                  | 동해시 |        |      |

## 주요 건물 및 시설
- 농협 동해농협본점 (대동로 121/북평동 21-3)
- GS25 동해북평시장점 (대동로 130/북평동 12-4)
- 농협 동해농협클린 주유소 (대동로 249/송정동 1128)
- GS25 동해항점 (대동로 253/송정동 1134-2)
- S-OIL 뉴시스동해항주유소 (대동로 263/송정동 1050-3)
- 송정치안센터 (대동로 375/송정동 852-36)